# Masia Dalmau
La Masia Dalmau, o Bosc d'en Dalmau, és un edifici del municipi de Valls (Alt Camp) inclòs en l'Inventari del Patrimoni Arquitectònic de Catalunya. Forma part del conjunt de les Masies dels Boscos.

## Descripció
Es tracta d'un edifici aïllat de planta rectangular, amb planta baixa i dos pisos. A la planta baixa hi ha, centrada, la porta d'accés, allindanada, i una finestra a cada costat. Al primer pis hi ha tres balcons amb portes d'arc rebaixat, emmarcades amb cornisa. Al segon pis s'obren 3 petites finestres d'arc rebaixat. A la façana de la banda esquerra, i cobrint una porta d'accés secundària, hi ha un porxo sostingut per dues columnes de ferro, de la forja de J. Colominas de Valls. La coberta del porxe és un terrat amb barana. Els materials constructius són la pedra i el maó, arrebossats.
A la façana sud-oest destaca l'entrada, perquè hi ha un voladís que disposa de bigues metàl·liques i revoltons, amb dos pilars de suport metàl·lic. Per sobre del voladís hi ha una àmplia terrassa que igual que el balcó, té una barana amb una composició semblant a base de pilars i gelosia ceràmica.

## Història
L'edifici és part del conjunt residencial del Bosc de Valls, format per extenses finques on es començà a edificar bàsicament a partir de 1840, un cop acabada la primera guerra carlina. El 1947 hi va haver una reforma, en la qual les golfes van ser substituïdes per una nova planta.
L'any 1974, les golfes van ser substituïdes per una nova planta; va haver-hi una reforma on s'afegí una cornisa de coronament a la façana principal, amb boles decoratives als extrems.